# Општина Балилешти (Арђеш)
Балилешти (рум. Bălileşti) општина је у Румунији у округу Арђеш.
Oпштина се налази на надморској висини од 373 m.